# Soure (freguesia)
Soure is een plaats (freguesia) in de Portugese gemeente Soure en telt 8459 inwoners (2001).